# The Antlers
The Antlers är ett amerikanskt indierockband från Brooklyn, New York. The Antlers började som ett soloprojekt år 2006 av bandets frontman Peter Silberman, men kom efter två soloalbum att stadga sig som ett tremannaband efter att ha släppt det kritikerhyllade albumet Hospice år 2009. Trion har sedan dess släppt två album, Burst Apart år 2011 och Familiars år 2014.

## Historia

### UprootedochIn The Attic Of The Universe(2006-2007)
The Antlers började som ett soloprojekt år 2006 av Peter Silberman. Han spelade in första halvan av sitt debutalbum Uprooted innan han flyttade till Brooklyn, och andra halvan efter. Albumet innehåller nio låtar som Silberman skrev och spelade in själv. Silberman har uppgett att hans inställning till heminspelning och produktion på albumet till stor del var inspirerad av lo-fi musikern Phil Elverums metoder. Albumet självutgavs av Silberman den 10 oktober 2006.
Den 6 november 2007 släpptes The Antlers andra album, In The Attic Of The Universe, på Fall Records. Silberman uppger att han fick inspirationen till albumets universumtema efter att ha studerat fysik på college.
Under 2007 släppte Silberman även två EP:s, February Tape och Cold War.

### New York HospitalsochHospice(2008-2010)
Under 2008 släppte Silberman en EP, New York Hospitals, som fungerar som en introduktion till Hospice, The Antlers tredje album. Hospice är ett konceptalbum och skildrar ett förhållande mellan en hospisarbetare och en döende patient. Silberman hävdar att handlingen är en analogi för ett ohälsosamt förhållande som han själv varit i. Albumet självutgavs i mars 2009, men en remasterad version släpptes i augusti samma år på Frenchkiss Records efter att albumet nått oväntad succé. Albumet var från början Silbermans soloprojekt, men under inspelningsprocessen tog han hjälp av multiinstrumentalisten Darby Cicci, trummisen Michael Lerner och singer-songwritern Sharon Von Etten. Cicci och Lerner anslöt sig senare till bandet.

### Burst ApartochUndersea EP(2011-2013)
Bandets fjärde album, Burst Apart, släpptes den 9 maj 2011. The Antlers säger sig ha inspirerats av elektronisk musik inför produktionen av albumet, och fann sig därför utvidga sin musik med elektroniska texturer. Albumet möttes av mestadels positiv kritik, och sågs som en god utveckling från det kritikerrosade Hospice. Den 22 november släpptes en EP, (together), som innehåller remixer och alternativa versioner av låtar från Burst Apart.
Den 24 juli 2012 släppte The Antlers en fyra låtar lång EP med namnet Undersea.

### Familars(2014-)
Den 17 juni 2014 släpptes The Antlers femte album Familiars. Mike Ayers från musiktidningen Rolling Stone tycker att albumet grundar sig i ''jazzigare och rymligare arrangemang'' än tidigare album och tycker att ''The Antlers har nått en ny, magnifik nivå av tungt låtskrivande på Familiars''.

## Diskografi

### Studioalbum
- Uprooted (2006)
- In The Attic Of The Universe (2007)
- Hospice (2009)
- Burst Apart (2011)
- Familiars (2014)
- Green To Gold (2021)

### EPs
- February Tape (2007)
- Cold War (2007)
- New York Hospitals (2008)
- (together) (2011)
- Undersea (2012)